# 衣领

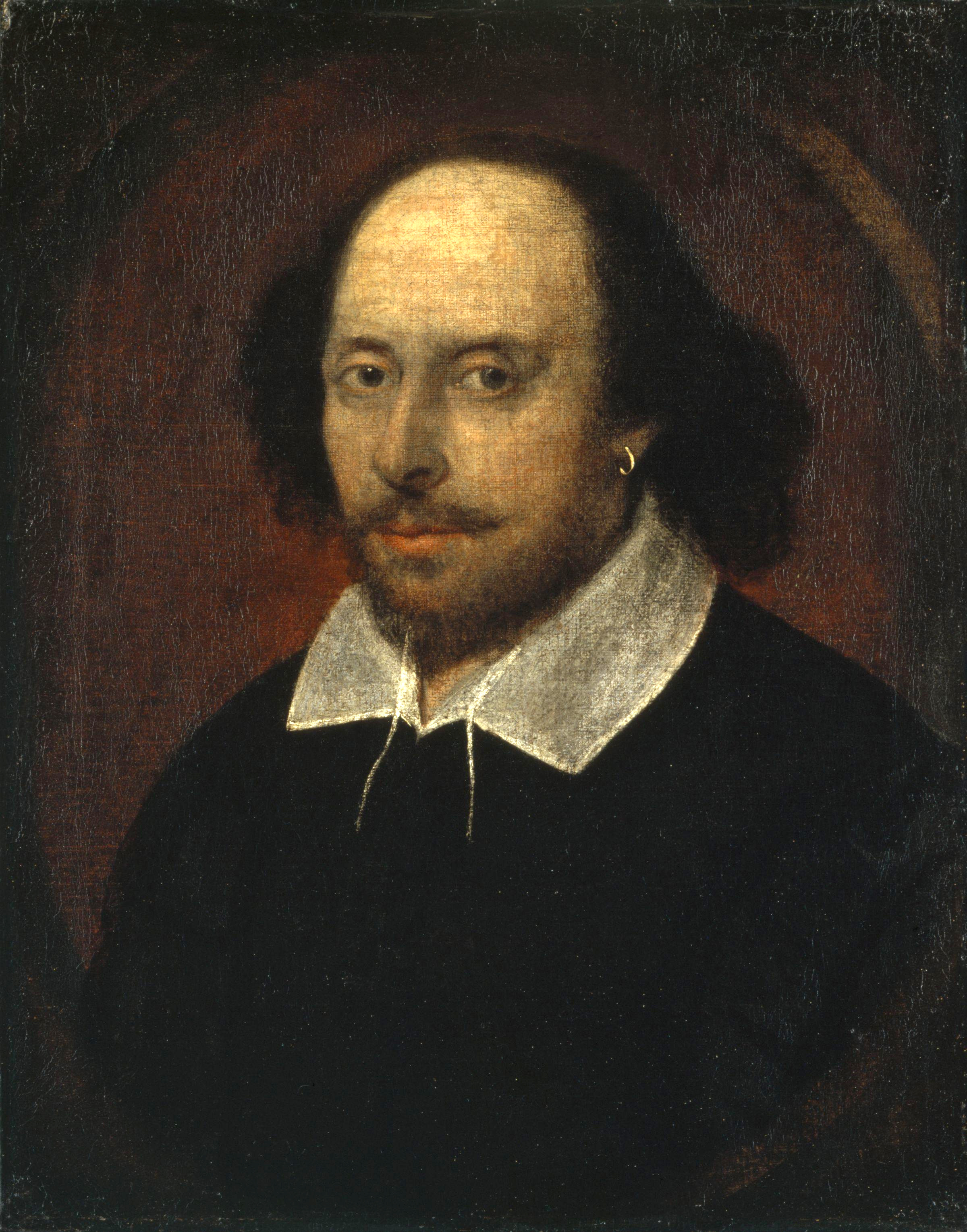
莎士比亚

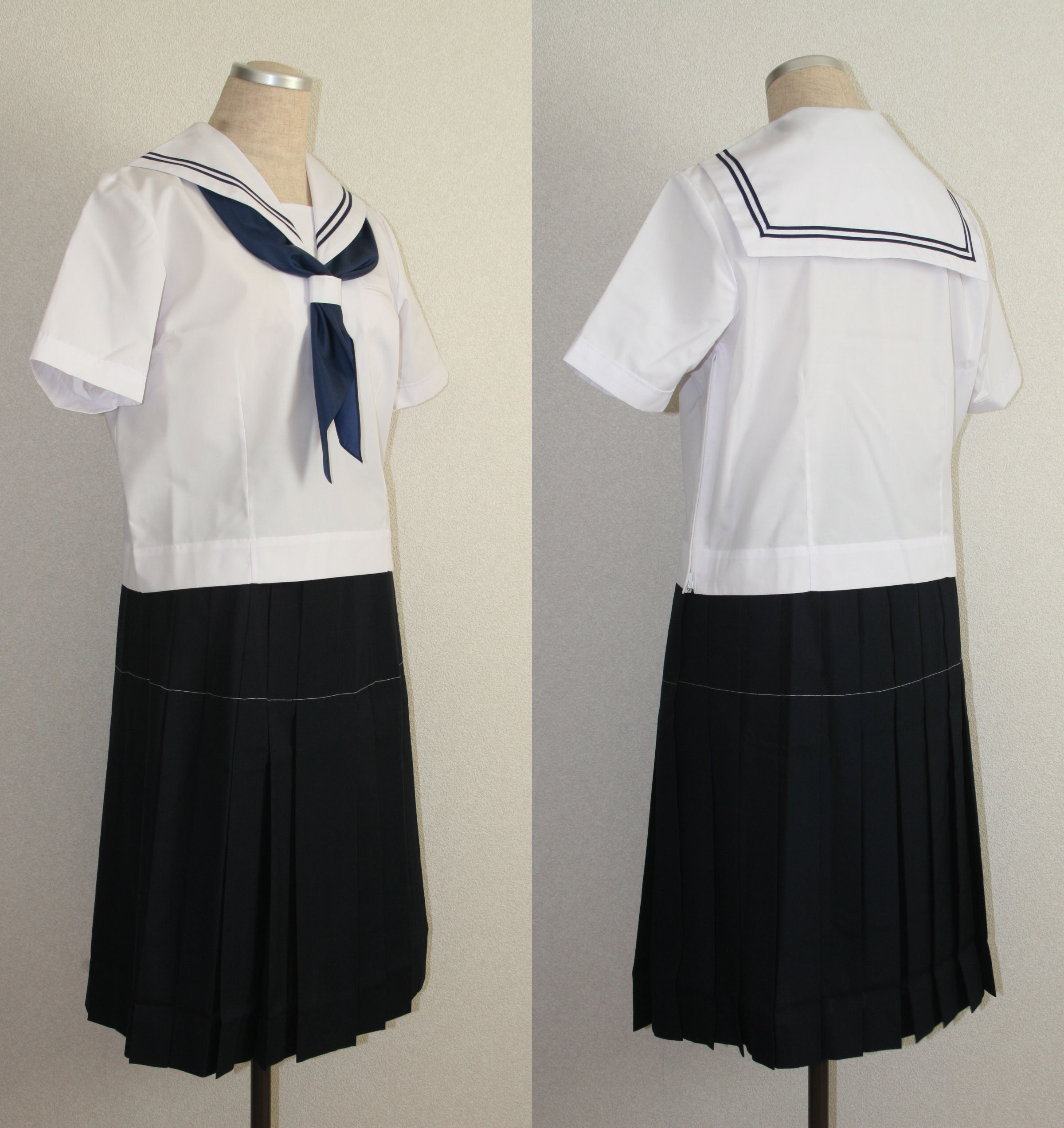
海军领（关东领）

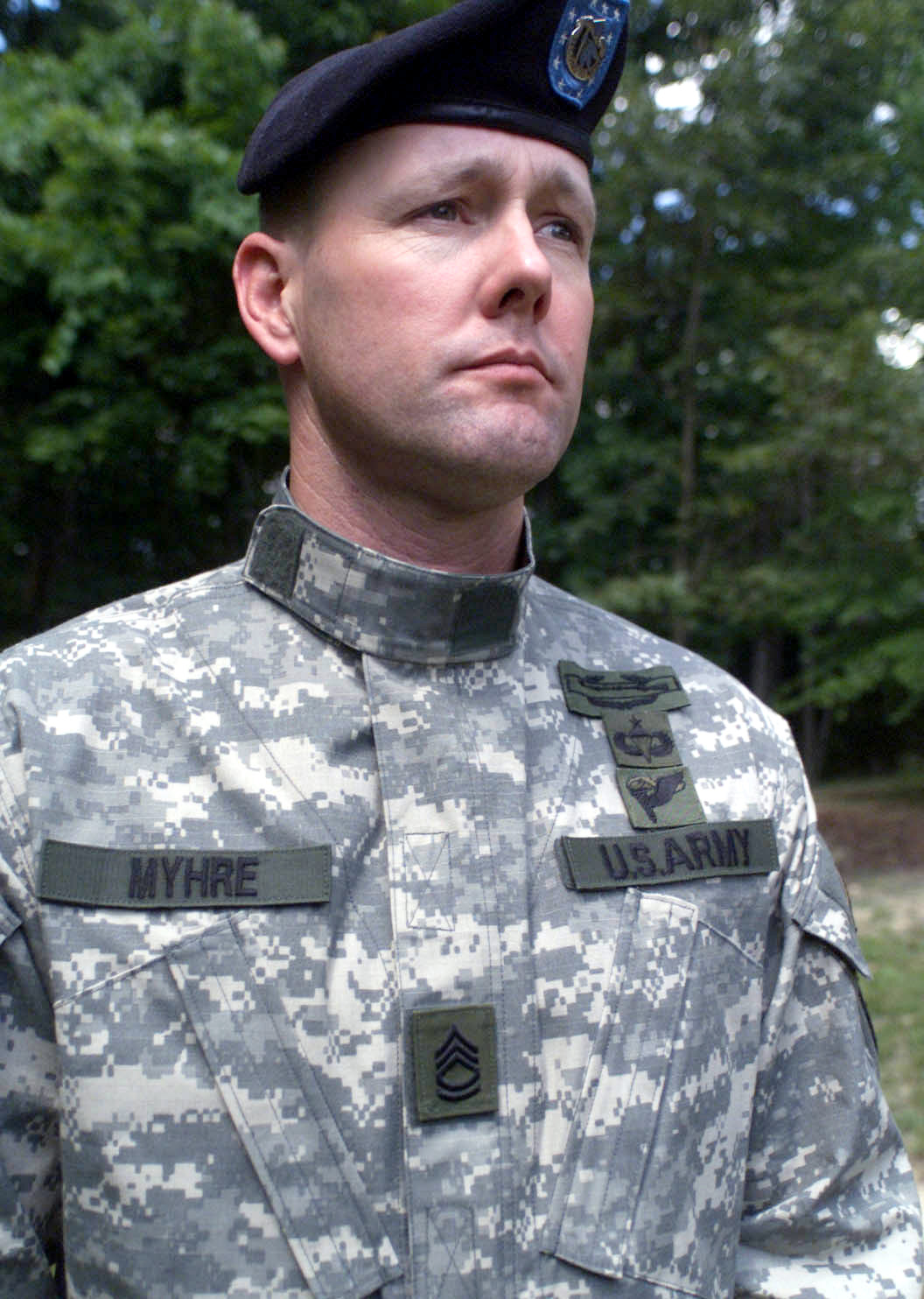
立领

衣领指上衣环绕在颈部的部分。

## 分类
衣领可分为开放式领型、关闭式领型和无领式领型三类。
- 开放式领型，包括：驳领、立驳领、叠领等。
- 闭合式领型，包括：翻领、围领、立领等。
- 无领式领型，包括：无领、装饰领、垂领等。